# Markiz-Passage

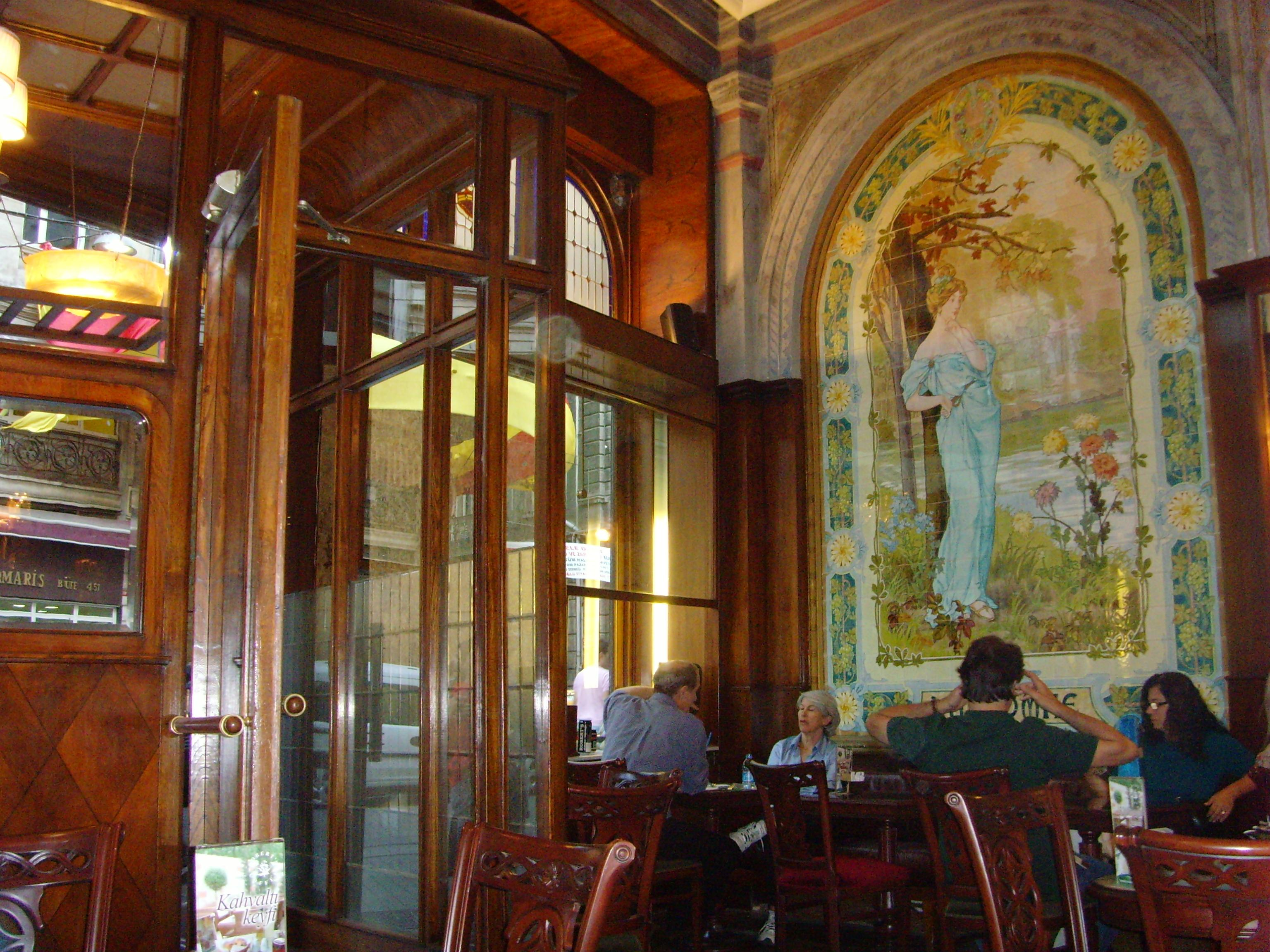
Das Markiz-Café mit Jugendstilinterieur

Die Markiz-Passage ist eine im Dezember 2003 in Istanbul im Ortsteil Tünel, Beyoğlu, wiedereröffnete Einkaufspassage. Sie entstand wie die Çiçek-Passage (türkisch Çiçek Pasajı) in der Gründerzeit. Die Passage hat heute eine Konditorei, ein Café, Bars und exklusive Läden, die edle und bekannte Weltmarken verkaufen. Die Markiz-Passage ist unter anderem berühmt wegen eines meterhohen Kunstwerks, einer Fayence, die Anfang des 20. Jahrhunderts von einem armenischen Meister namens Cezerliyan geschaffen wurde. 
Die Passage wurde benannt nach der Markiz-Kaffeekonditorei (Markiz Pastanesi), die vor dem Ersten Weltkrieg in Istanbul als Intellektuellentreffpunkt galt. Von einer Pariser Schokoladen-Produktionswerkstatt (s.letzter Link unten) erhielt die Markiz-Passage damals die Einrichtung für die Werkstätten zur Herstellung von Süßigkeiten. Auch die Kunst der Schokolade-Herstellung wurde aus Paris übernommen. In Anlehnung an das Pariser Vorbild wurde auch der Name Markiz-Passage gewählt. 
Die Markiz-Passage umfasst etwa 9000 Quadratmeter und gehörte zu Beginn des vorigen Jahrhunderts einer Istanbuler armenischen Familie.  Sie wurde unter dem Vorwand, dass Wettschulden zu bezahlen wären, enteignet. Noch heute versuchen die Nachkommen der Eigentümer, wenigstens das Namensrecht für sich zu reklamieren.
Weitere berühmte Passagen in Istanbul sind Aznavur-Passage und Atlas-Passage in Beyoğlu. Es handelt sich bei diesen hier erwähnten Passagen nicht um Einkaufszentren im üblichen Sinne, sondern um die Zeugnisse einer kunstvollen Architektur der Gründerzeit.